# Shillong Cantonment
Shillong Cantonment es una ciudad y acantonamiento situada en el distrito de East Khasi Hills,  en el estado de Meghalaya (India). Su población es de 11930 habitantes (2011). 

## Demografía
Según el censo de 2011 la población de Shillong Cantonment era de 11930 habitantes, de los cuales 6909 eran hombres y 5021 eran mujeres. Shillong Cantonmenttiene una tasa media de alfabetización del 85,65%, superior a la media estatal del 74,43%: la alfabetización masculina es del 88,46%, y la alfabetización femenina del 81,67%.